# أغاني من الطابق الثاني (فلم)
أغاني من الطابق الثاني (بالإنجليزية: Songs from the Second Floor) (بالسويدية: Sånger från andra våningen) هو فيلم كوميدي درامي سويدي (من نوع الكوميديا السوداء) ظهر في دور العرض في السويد في 6 أكتوبر 2000 ، من تأليف وإخراج روي أندرسون. يقدم سلسلة من المقاطع القصيرة المنفصلة التي تبحث معًا جوانب الحياة الحديثة. يستخدم الفيلم العديد من الإقتباسات من أعمال الشاعر البيروفي سيزار فاليجو.
إنه الفيلم الأول في ثلاثية، يليه فيلم (أنت، الحي You, the Living) عام 2007، و(حمامة جلست على فرع تفكر في الوجود A Pigeon Sat on a Branch Reflecting on Existence) عام 2014.

## طاقم التمثيل[8]
لارس نورد: في دور كالي
ستيفان لارسون: في دور ستيفان
بينجت سي دبليو كارلسون: في دور لينارت
توربيجورن فهلستروم: في دور بيل ويجارت
ستين أندرسون: في دور لاسي
نوناندو نانيز: في دور أجنبي
لوسيو فوسينا: في دور الساحر
بير جورنيلياس: في دور الرجل المنشور
بيتر روث: في دور توماس
كلاس غوستا أولسون: في دور كاتب للخطابات
نيلس أكي اريكسون: في دور مريض
هانا إريكسون: في دور ميا
تومي جوهانسون: في دور أوفي
ستور أولسون: في دولر سفين
فريدريك سجوجرن: في دور الصبي الروسي

## أحداث الفيلم
لا يحتوي الفيلم على تسلسل أحداث لقصة واحدة بعينها، ولكنه مقسم إلى مشاهد مختلفة متجاورة على ما يبدو، ومع ذلك، فإن المزاج العام اليائس والغريب مشترك في أكثر المشاهد. يبدأ الفيلم بمشهد يتلقى بيلي من رئيسه لينارت خبر غير سار، لقد تم الإستغناء عن خدمات البعض، ومع ذلك، فهي ليست محادثة عادية، فالرئيس لينارت ممدًا عاريًا في صندوق تشميس إصطناعي، حيث يضيء ضوءها الإصطناعي الغرفة، بينما لينارت ليس مرئيًا حتى لبيلي وهو يتلقى التعليمات. يستعد موظف آخر وهو لاسي، للذهاب للعمل لمقابلة بيلي ولينارت، ويتم فصله من العمل، ويزحف على الأرض متشبثًا بساقي بيلي. في مشهد تالي يشعل كالي النار في متجر الأثاث الخاص به لتحصيل مبلغ التأمين، إنه يائس ويعرف أنه لن ينجح في مؤامرته، بالإضافة إلى ذلك، فإن إبنه توماس، الذي أصيب بالجنون بسبب كتابة الشعر ويخضع للعلاج النفسي. تستمر المواقف العبثية المروعة، وعلى المسرح يمارس الساحر فقرة مع مساعدته، حيث يضع الساحر رجل داخل صندوق ويبدأ في قطعه بمنشار، ويصرخ الرجل. في المشهد التالي يصطحب الساحر الرجل الذي قام بنشره إلى المستشفى. يقف بيلي في آخر مشهد، في مكان خالي وهو يلقي بالقاذورات على من حوله ويصرخ: «أنا لم أعد أحتمل».

## استقبال الفيلم
منح روجر إيبرت من جريدة شيكاغو صن تايمز الفيلم أربع نجوم من أصل أربعة، وكتب: «قد لا تستمتع به لكنك لن تنساه»، كما منح موقع الطماطم الفاسدة تقدير بنسبة 89% نتيجة آراء 35 ناقد، بينما منح موقع ميتاكريتك الفيلم تقييم 76%.

### الجوائز والترشيحات
جوائز بوديل الدنماركية: أفضل فيلم غير أمريكي، روي أندرسون (مخرج).
مهرجان كان السينمائي: جائزة لجنة التحكيم للمخرج (روي أندرسون).
مهرجان الاخوة ماناكي السينمائي الدولي: جائزة الجمهور للمصور استيفان بورباس.
مهرجان الفيلم النرويجي الدولي: جائزة نقاد السينما النرويجية (روي أندرسون).
مهرجان جالدباجي السويدي:
أفضل فيلم للمنتجة (ليزا الويرت)
أفضل إخراج (روي أندرسون)
أفضل سيناريو (روي أندرسون)
أفضل تصوير سينمائي (إستفان بورباس وجيسبر كليفيناس)
أفضل إنجاز (يان ألفيمارك)
مهرجان كان السينمائي: ترشح لجائزة النخلة الذهبية
جوائز الفيلم البريطاني المستقل: ترشح لجائزة أفضل فيلم أجنبي مستقل (لغة أجنبية)

## وصلات خارجية
https://www.imdb.com/title/tt0120263/ أغاني من الطابق الثاني (فيلم)
https://www.rottentomatoes.com/m/songs-from-the-second-floor أغاني من الطابق الثاني (فيلم)
https://www.rogerebert.com/reviews/songs-from-the-second-floor-2002 أغاني من الطابق الثاني (فيلم)
https://variety.com/2000/film/reviews/songs-from-the-second-floor-1200463171/ أغاني من الطابق الثاني (فيلم)
https://www.jstor.org/stable/j.ctvct01cw أغاني من الطابق الثاني (فيلم)